# A Magyar Állami Operaház énekeseinek listája

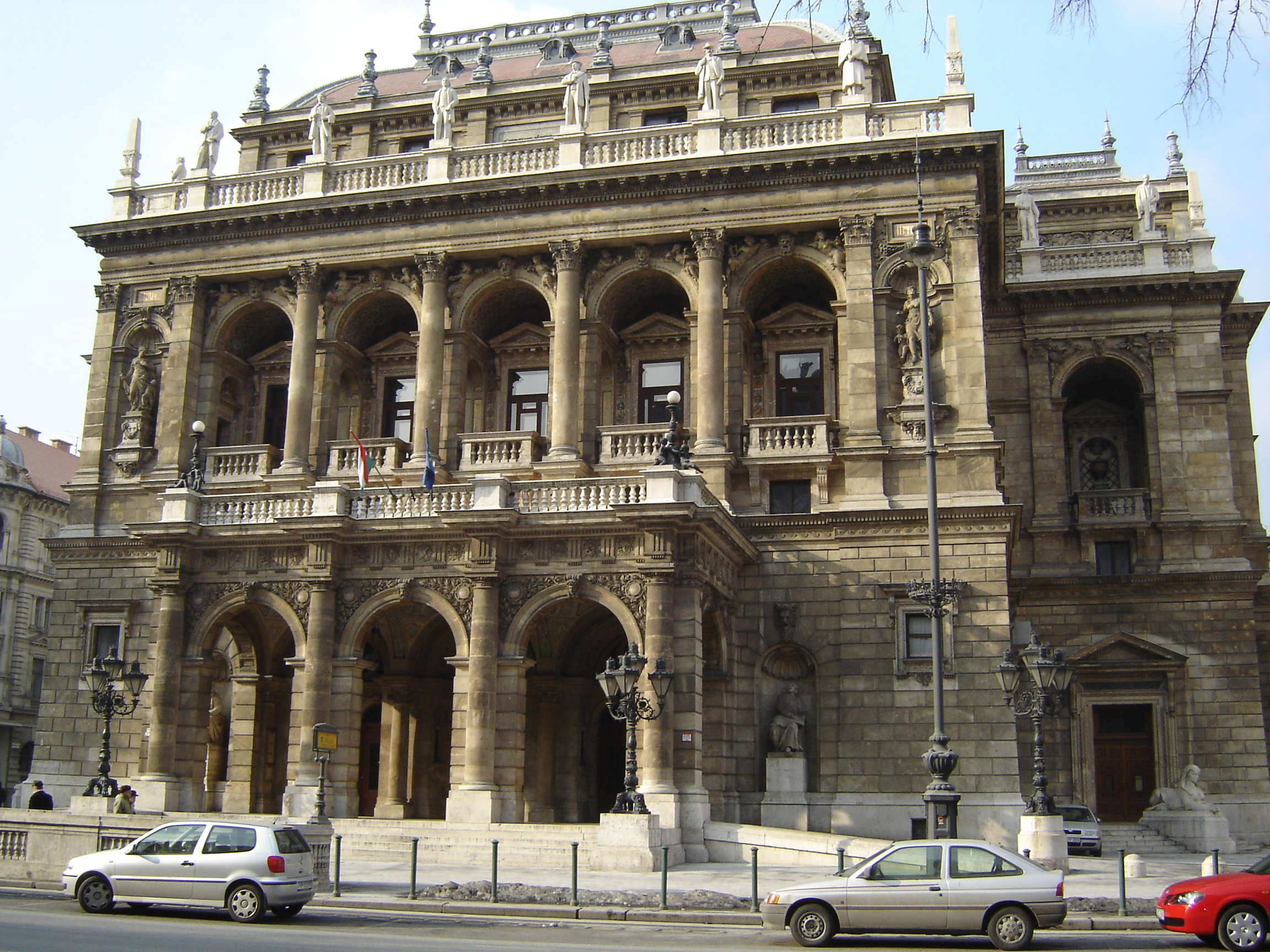
A Magyar Állami Operaház

A Magyar Állami Operaház énekesei, az intézmény alapítása óta:
| Ábécé szerinti tartalomjegyzék                                                                           |
| --- |
| A, Á B C Cs D Dz Dzs E, É F G Gy H I, Í J K L Ly M N Ny O, Ó Ö, Ő P Q R S Sz T Ty U, Ú Ü, Ű V W X Y Z Zs |

## A, Á
- Anneli Aarika (1924–2004) alt, 1951–1961
- Adelina Adler (?–?) szoprán
- Ágai Karola (1927–2010) koloratúrszoprán
- Airizer Csaba (1943) basszus
- Albert Miklós (1939) tenor
- Albert Tamás (1958–2009) tenor
- Werner Alberti (1863–1934) tenor
- Alpár Gitta (1903–1991) szoprán
- Ambrus Ákos (1961) bariton
- Ambrus Imre (1960) tenor
- Anday Piroska (1903–1977) alt, mezzoszoprán
- Andor Éva (1939) szoprán
- Andrássy Frigyes (?) basszus
- Andrássy Krisztina (?) szoprán
- Angyal Nagy Gyula (1914–1993) tenor
- Antallfy Albert (1924) basszus
- Georg Anthes (1863–1922) tenor
- Arányi Dezső (1859–1923) tenor
- Ardó Mária (1956) szoprán
- Árkossy Vilmos (1870–?) tenor

## B
- B. Nagy János (1940–2007) tenor

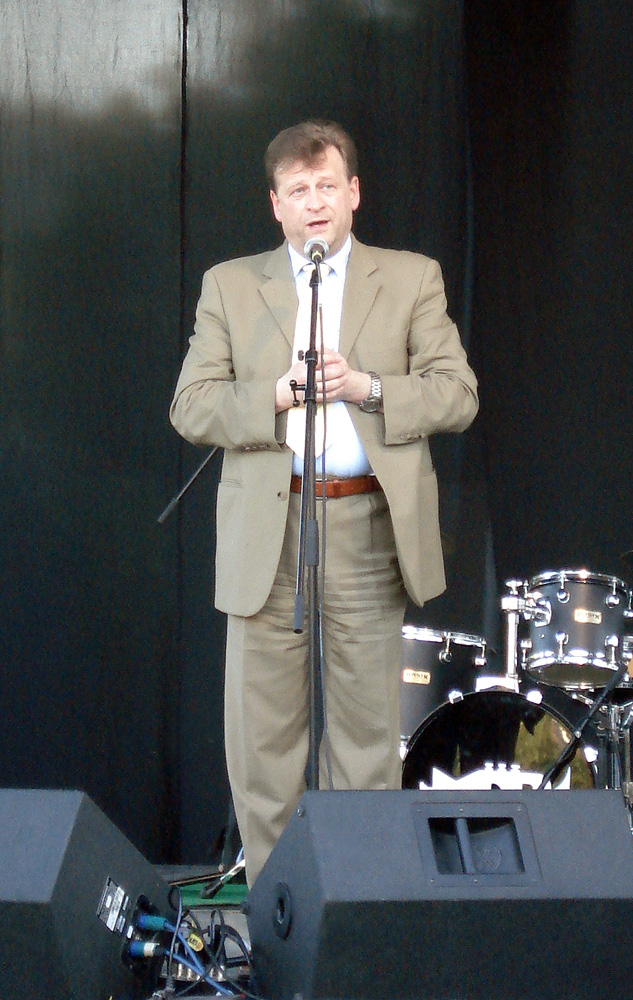
Bátor Tamás

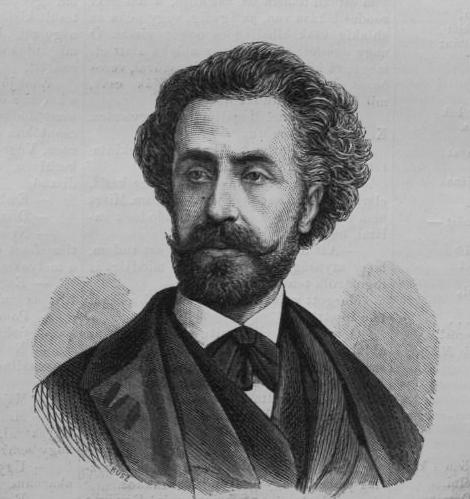
Bignio Lajos

- Babits Vilma (1891–1975) koloratúrszoprán (1919. április 1.–július 31.)
- Bacskay Csilla (1952) (1988–2012)
- Bakó Antal (1965) basszus (2002. április 1.–)
- Balatoni Éva (1957) mezzoszoprán
- Bándi János (1953) tenor
- Bánó Irén (1884–1965) szoprán (1911. szeptember 1.–1912. augusztus 31.)
- Balga Gabriella
- Barlay Zsuzsa alt
- Bársony Dóra (1888–1972) alt és mezzoszoprán
- Bartha Alfonz (1929–2013) tenor (1959–1990), örökös tag
- Bartóky Matild
- Vittorina Bartolucci
- Basilides Mária (1886–1946) alt
- Báthy Anna (1901–1962) szoprán
- Bátor Tamás (1960) basszus
- Bátori Éva (1963) szoprán
- Bazsinka Zsuzsanna (1965) szoprán
- Beck Vilmos (1869–1925) bariton
- Begányi Ferenc (1937–2000) basszus
- Bencze Judit
- Bencze Miklós (1911–1992) basszus
- Bende Zsolt (1926–1998) bariton
- Bendiner Heddy
- Benei Katalin
- Benkő Etelka (Ambrus Zoltánné; 1877–1921) szoprán
- Berczelly István (1938) basszbariton
- Berkes János (1946) tenor
- Berts Vilma
- Bianchi, Bianca (Schwarz Berta)
- Bignio Lajos (1839–1907) bariton
- Bihar Sándor (1885–1915) basszus
- Bihóy Zóra
- Birkás Lilian (1916–2007) szoprán
- Blätterbauer Gizella
- Bodányi László
- Bodó Erzsi (1904–1957) szoprán
- Bokor Jutta alt
- Bordás György bariton
- Borsós Károly
- Bretz Gábor
- Broulik Ferenc
- Budai Izsó
- Budai Lívia
- Budanovits Mária (1894–1976) alt
- Burián Károly (1870–1924) hőstenor

## C
- Camil Hedvig
- Clementis Tamás (1962) basszbariton
- Czanik Zsófia szoprán
- Czeissberger Mária

## Cs
- Csák József (dr. Szincsák József) (1946–) tenor
- Csánky Erzsébet
- Csányi János (1931–2024) tenor
- Csavlek Etelka (1947) szoprán
- Csengery Adrienne (1946) szoprán
- Cser Timea
- Cserna Ildikó (1974) szoprán
- Cserhát Zsuzsa (Susanne Corda)
- Csiki Gábor tenor
- Csóka Béla bariton
- Csonka Zsuzsanna (1956) szoprán
- Csurja Tamás (1959-1989) bariton

## D
- Dalnoki Béni (1838–1914) tenor
- Dalnoky Viktor (1866–1955) bariton
- Danczkay Sarolta
- Dárday Andor (1914–1986) basszbariton
- Daróczi Tamás (1954) tenor
- Darvas Ibolya (1910–1990) koloratúrszoprán
- Decsi Ágnes (1953) szoprán
- De Grach Gyula
- Delej Emil
- Delly Rózsi (1912–2000) szoprán
- Dene József (1938–) basszbariton
- Dénes Zsuzsanna (1957–) szoprán
- Derecskei Zsolt (1951) tenor
- Déri Jenő (1869–1942) tenor
- Déry Gabriella (1933) szoprán
- Dessewffy Izabella
- Deszkasew István
- Dévay Janka
- Diósy Edit
- Diósyné Handel Berta
- Dobay Lívia (1912–2002) szoprán
- Dobos Sándor
- Dobránszky Zsuzsa (1941–) szoprán
- Domahidy László (1920–1996) basszus
- Domahidy László (1958) basszus
- Dömötör Ilona
- Doppler Ilka
- Dósa Mária (1914–1980) mezzoszoprán
- Dunszt Mária (1936–1994) szoprán

## E, É
- Eckstein Gyula
- Egri Sándor (1957) bariton
- Eibenschütz Johanna (1863–?)
- Eitner Irén
- Elek Szidi
- Engel József
- Ercse Margit (1943–) mezzoszoprán
- Erdész Zsuzsa (1933–2006) szoprán
- Erdős Richárd (1881–1912) basszus
- Eszenyi Irma (1922–2000) mezzoszoprán

## F

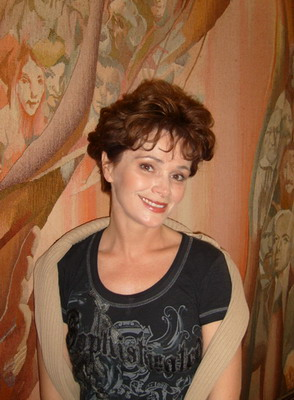
Frankó Tünde

- Faragó András (1919–1993) basszbariton
- Farkas Anna
- Farkas Éva (1940) alt
- Farkas Gábor
- Farkas Ilonka
- Farkas Katalin
- Farkas Sándor (1888–1970) bariton
- Fehér Pál (1900–1959) tenor
- Fekete Pál (1900–1959) tenor, 1930–1939, 1945–1959
- Fekete Veronika koloratúrszoprán
- Fektér Ferenc
- Felber Gabriella (1961) szoprán
- Feszty Ella
- Flattné Gizella (1874–?) mezzoszoprán
- Fleissig Mariska (?–?) mezzoszoprán
- Fodor Aranka (1885–1931) alt
- Fodor János (1906–1973) basszbariton
- Fokanov Anatolij (?) bariton
- Forgács Júlia
- Frankó Tünde (1966) szoprán
- Fried Péter (1960) basszus
- Fuchs Don
- Fülöp Attila (1942) tenor
- Fülöp Zsuzsanna (1969) szoprán
- Futtakyné Pewny Irén

## G

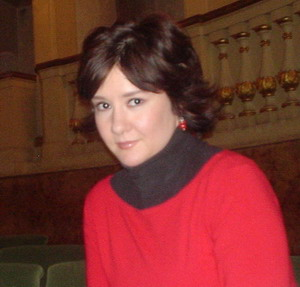
González Mónika

- Gábor Artemisz (1936–2022) koloratúrszoprán
- Gábor József (1879–1929) tenor
- Gábos Kornélia (1868–1940) szoprán
- Galsay Ervin (1923–1976) basszus
- Gáncs Edit
- Gárday Gábor (1946) bariton
- Gassi Ferenc (1850–1896) tenor
- Gáti István (1948–) bariton
- Gémes Katalin (1961) mezzoszoprán
- Gencsy Sári (1929–2008) szoprán
- Gera István
- Gerdesits Ferenc (1947) tenor
- Gere Lola (1901–1967) mezzoszoprán
- Gleviczky Irén
- Goda Gizella (1900–1961) koloratúrszoprán
- González Mónika (?) szoprán
- Gönczi László (1907–1979) basszbariton
- Göndöcs József (1919–2005) tenor
- Gregor József (1940–2006) basszus
- Gulyás Dénes (1954) tenor
- Gurbán János (1956) bariton
- Gurszky János

## Gy
- Györgyné Zsófia
- Gyurkovics Mária (1913–1973) szoprán

## H
- Hajdú Ilona
- Hajós Bálint
- Hajós Zsigmond (1839–1911) tenor
- Halász Éva
- Halász Gitta
- Halmos János (1887–1961) tenor
- Hámory Imre (1909–1967) bariton
- Hankiss Ilona szoprán
- Hannig Attila
- Hantos Balázs

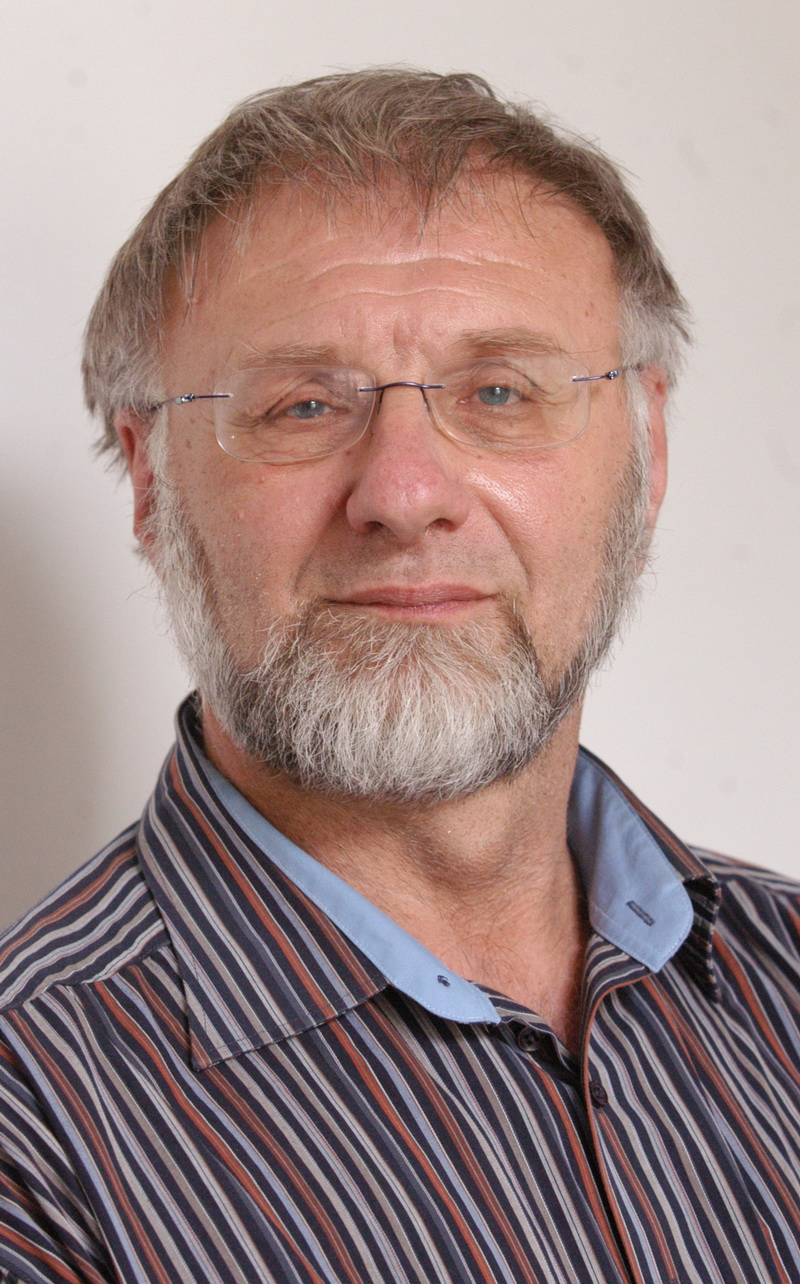
Hantos Balázs

- Haselbeck Olga (1884–1961) mezzoszoprán
- Havas Gyöngyike
- Haynal Elma
- Házy Erzsébet (1929–1982) szoprán
- Hector Lopez Mendoza tenor
- Hegedűs Ferenc (1856–1929) basszus
- Hegedűs József
- Hegyi Rózsi
- Heller Mira
- Heltai Ida
- Henszler Helén
- Hertelendy Rita
- Hilgermann Laura (1869–1937) alt
- Hollai Béla
- Honigberger Hardy Helén
- Horányi Karola
- Hormai József tenor
- Horváth Ákos
- Horváth Bálint
- Horváth Eszter (1938–2019)
- Horváth Imre
- Horváth József
- Horváth László (1906–1975) basszus
- Hruby Edith szoprán
- Hubert Etel
- Huszka Rózsi

## I, Í
- Ilosfalvy Róbert (1927–2009) tenor
- Irlbeck Borbála

## J
- Jablonkay Éva (1939–2010) alt
- Jákó Béla
- Jámbor László (1911–1995) bariton
- Jánosi Péter (1940–) basszus
- Járay József (1913–1970) tenor
- Jasper Bella (1933–1992) koloratúrszoprán (1958–1960)
- Jász Klári (1949–) mezzoszoprán
- Jeney Klára
- Joksch Irma
- Joviczky József (1918–1986) tenor

## K
- Kaczér Margit
- Káldi Kiss András
- Kálmán Oszkár
- Kálmán Tamás
- Kálmándi Mihály (1959) bariton
- Kalmár Magda (1944) szoprán
- Kann Malvin
- Karikó Teréz (1932) szoprán
- Karizs Béla tenot
- Kárpáth Lajos
- Kárpáth Rezső
- Kárpáti Attila tenor
- Kárpáti Ernő
- Kassai János
- Kasza Katalin szoprán
- Katona Lajos (1913–) bariton
- Kecskés Sándor tenor
- Kelen Péter (1950) tenor
- Kelen Tibor (1937–2001) hőstenor
- Kenesey Gábor
- Kenéz Ernő
- Kerekes Gábor
- Kertesi Ingrid (1957) szoprán
- Kertész Ödön
- Kertész Tamás (1949–2006) bariton
- Kertész Vilmos
- Keszei Bori (?) szoprán
- Kincses Veronika (1948) szoprán
- Király Sándor
- Kishegyi Árpád (1922–1978) tenor
- Kiss-B. Atilla (1963) tenor
- Kiss Béla
- Kiss Edit
- Kiss Péter (?) tenor
- Klucsik Géza
- Klug Ferenc
- Kobler Elza
- Kóbor Tamás (1979–)

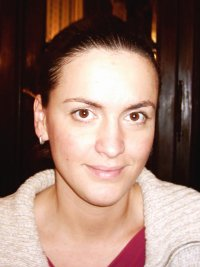
Keszei Bori

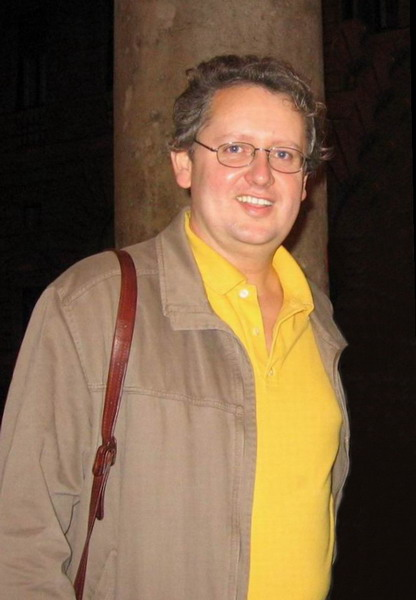
Kovácsházi István

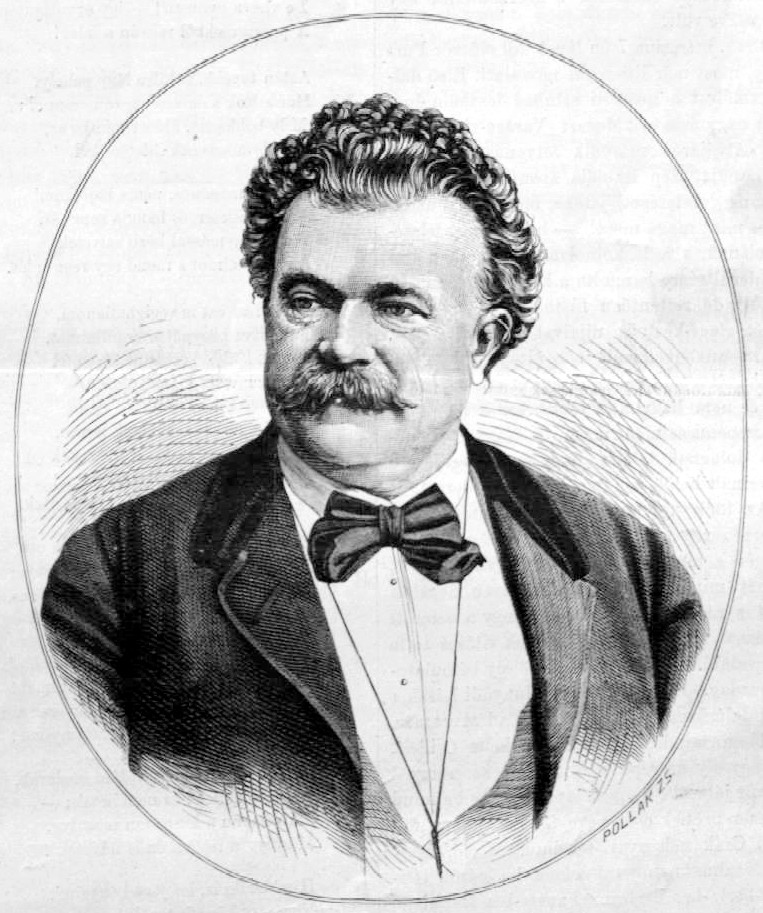
Kőszeghy Károly

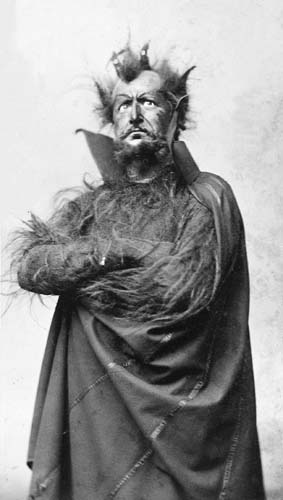
Kornay Richárd

- Koltay Valéria (1925–1998) szoprán
- Komáromi Mariska (1864–1936) szoprán
- Komáromy László
- Komáromy Pál (1892–1966) basszbariton
- Komlósi Ildikó (1959) mezzoszoprán
- Komlóssy Erzsébet (1933–2014) mezzoszoprán
- Koncsek Viktória
- Korcsmáros Péter tenor
- Kordin Mariska
- Koréh Endre (1906–1960) basszus
- Kornay Richárd (1870–1931) basszus
- Környey Béla tenor
- Korondi György
- Kosáry Emma (1889–1964) koloratúrszoprán
- Kőszeghy Károly (1820–1891) bariton
- Koszó István
- Kovács Annamária (?) alt
- Kovács Beáta
- Kovács Eszter
- Kovács István (1972) basszus
- Kovács Pál
- Kovácsházi István (?) tenor
- Kováts Jolán
- Kováts Kolos (1948) basszus
- Kövecses Béla tenor
- Kőszegi Teréz
- Kracsmer Sándor
- Krammer Teréz (1868–1934) drámai szoprán
- Kroó Margit
- Külkey László (1926–2011) tenor
- Kukely Júlia (1953–2017) szoprán
- Kuncz László
- Kunsági Kálmán tenor

## L
- Laboch Gerard

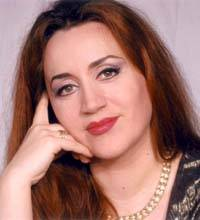
Lukács Gyöngyi

- Laczkó Mária (1914–1984) drámai szoprán
- Laczó András
- Laczó Ildikó
- Laczó István (1904–1965) tenor
- Ladányi Ilona koloratúrszoprán
- Ladányi Mariska
- Lakatos Sándor
- Láng Fülöp (1838–1900) bariton
- Lantes Assunta
- Láposi Dániel
- Vinzenzo Larizza
- László Margit (1931) szoprán
- Laurisin Lajos (1897–1977) tenor
- Layer Mária
- Leblanc Győző tenor
- Ledofszky Gizella
- Lehman Ferenc
- Lehoczky Éva koloratúrszoprán
- Lendvai Andor (1901–1964) bariton
- Littasy György (1912–1996) basszus
- Lóránt György
- Lorencz Kornélia
- Lőrincz Zsuzsa
- Lőrinczy Vilma
- Losonczy György (1905–1972) basszbariton
- Lózsy-Bíró János
- Lukács Gyöngyi (1967) szoprán
- Lukács László
- Lukin Márta (1956) mezzoszoprán
- Lunardi, Giovanni

## M
- Maczek Erzsébet
- Magyar Róbert (1957–) basszus

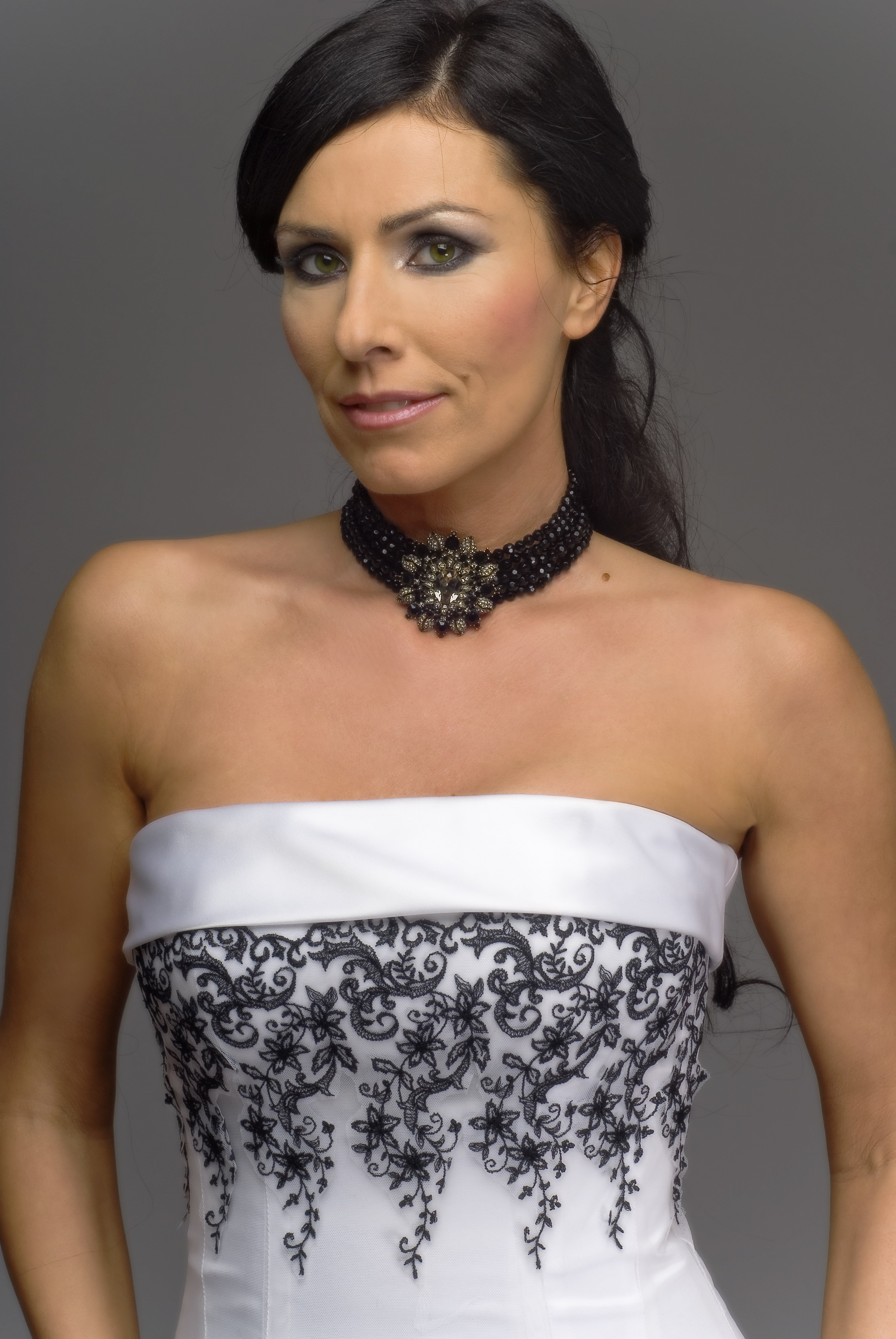
Miklósa Erika

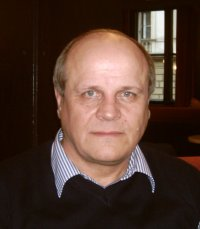
Molnár András

- Maleczky Bianca (1889–1946) szoprán
- Maleczky Oszkár (1894–1972) bariton
- Maleczky Vilmos (1845–1924) hősbariton
- Maleczkyné Ellinger Jozefa (1852–1920) szoprán
- Mandl Lipót
- Manheit Jakab
- Maria Teresa Uribe Reddemann (1949–) szoprán
- Markovics Erika (1960–) szoprán
- Maros Gábor (1947–)
- Marschalkó Rózsi (1890–1967) mezzoszoprán
- Martin János
- Marton Éva (1943–) szoprán
- Máté Rózsi
- Máthé Jolán
- Mátray Ferenc (1922–2003)
- Mátyás Mária (1924–1999) szoprán
- Medek Anna (1885–1960) drámai szoprán
- Melis György (1923–2009) bariton
- Mersei Miklós
- Mészáros Sándor basszus
- Mészöly Katalin (1949–) mezzoszoprán
- Micsey Józsa
- Miklós Erika
- Miesner Margit
- Mihályi Ernő
- Mihályi Ferenc (1858–1942) bariton
- Miklósa Erika (1971–) szoprán
- Miklóssy Irén (1907–1978) koloratúrszoprán (1933–1948)
- Miller Lajos (1940–) bariton
- Mindszenti Ödön (Szvoboda) (1908–1955) bariton
- Misura Zsuzsa (1948–) szoprán
- Moldován Stefánia (1931–2012) szoprán
- Molnár András (1948–) tenor
- Müller Irma
- Mukk József (1962–) tenor
- Murár Györgyi

## N
- N. Bodor Karola
- Nádas Tibor basszbariton
- Nádasdi Rózsa
- Nádor Magda (1955) koloratúrszoprán
- Nagy Izabella (1896–1960) mezzoszoprán
- Nagy Margit (1902–1941) szoprán
- Nagypál László (1915–1981) tenor, bariton
- Neményi Lili (1902–1988) szoprán
- Németh Gábor
- Németh Judit (1963) mezzoszoprán
- Németh Mária (1897–1967) szoprán
- Némethy Anna
- Némethy Ella (1895–1961) drámai mezzoszoprán
- Ney Bernát (1863–1938) bariton
- Ney Dávid (1842–1905) basszbariton
- Ney Dávid (1905–1945) tenor
- Ney Hermin
- Novák Dezső

## O, Ó
- Ocskay Kornél (1885–1963) tenor
- Odry Lehel (1837–1920) bariton
- Orosz Júlia (1908–1997) szoprán
- Osváth Júlia (1908–1994) szoprán
- Ottó-Tranpczynska Mária

## Ö, Ő
- Ötvös Csaba (1943) bariton
- Ötvös Csilla (1947) szoprán

## P
- Páka Jolán (1920–2005)

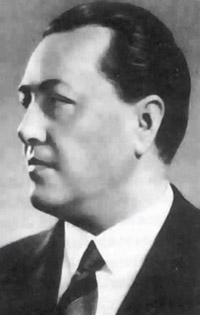
Pataky Kálmán

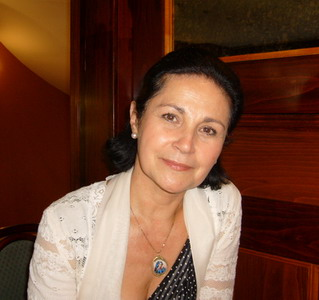
Pitti Katalin

- Palánkay Klára (1921–2007) mezzoszoprán
- Palay Matild szoprán
- Palcsó Sándor (1929) tenor
- Pálfy Endre
- Palló Imre (1891–1978) bariton
- Palócz László (1921–2003) bariton
- Palóczyné F. Berta
- Pálos Imre (1917-1997) tenor
- Palotay Árpád (1885–1950) basszus
- Pánczél Éva (1961) mezzoszoprán
- Papp C. László
- Papp Júlia
- Parvis Taurino
- Pászthy Júlia (1947) szoprán
- Pataki Antal
- Pataky Kálmán (1896–1964) tenor
- Patricio Mendez
- Pauli Richárd (1835–1901) tenor
- Pavlánszky Edina
- Payer Margit (1875-1951) szoprán
- Pelle Erzsébet (1947–2012)
- Perotti Gyula (1841–1900) tenor
- Péter Anikó
- Petri Miklós
- Pichler Elemér (?–?) tenor
- Pilinszky Géza (1891–1970) hőstenor
- Pilinszky Zsigmond (1883–1957) hőstenor
- Pitti Katalin (1951) szoprán
- Pogány Ferenc (1888–1946) bariton
- Póka Balázs (1947- ) bariton
- Póka Eszter
- Polgár László (1947–2010) basszus
- Posszert Emília
- Prévost Henrik
- Pusztai Sándor (1885–1945) bariton

## R
- Rácz Imre
- Rácz István (1963) basszus
- Raditz Célia
- Radnai Erzsi (1901–1983) mezzoszoprán
- Radnai György (1920–1977) bariton
- Raffay Erzsi
- Rajna András
- Ráskai Gizella
- Raskó Magda (1919–1992)
- Reich Irma (1859–1930) szoprán
- Relle Gabriella (1902–1975) szoprán
- Reményi Sándor (1915–1980) bariton
- Remsey Győző (1925–1982) lírai tenor
- Réthy Eszter (1912–2004) szoprán
- Réti József (1925–1973) tenor
- Rigó Magda (1910–1985) szoprán
- Lelia Risley (?–1892) szoprán
- Rissay Pál (1911–) basszus
- Rohonyi Anikó (1942) szoprán
- Róka István (1941–) tenor
- Rősler Endre (1904–1963) tenor
- Rotter Gizella
- Rózsa S. Lajos (1877–1922) bariton
- Rózsa Sándor (1945–) tenor
- Rozsos István (1944) tenor
- Runcio Ferenc

## S
- Sámson Mária
- Sándor Erzsi (1885–1962) szoprán
- Sándor Judit (1923–2008) szoprán

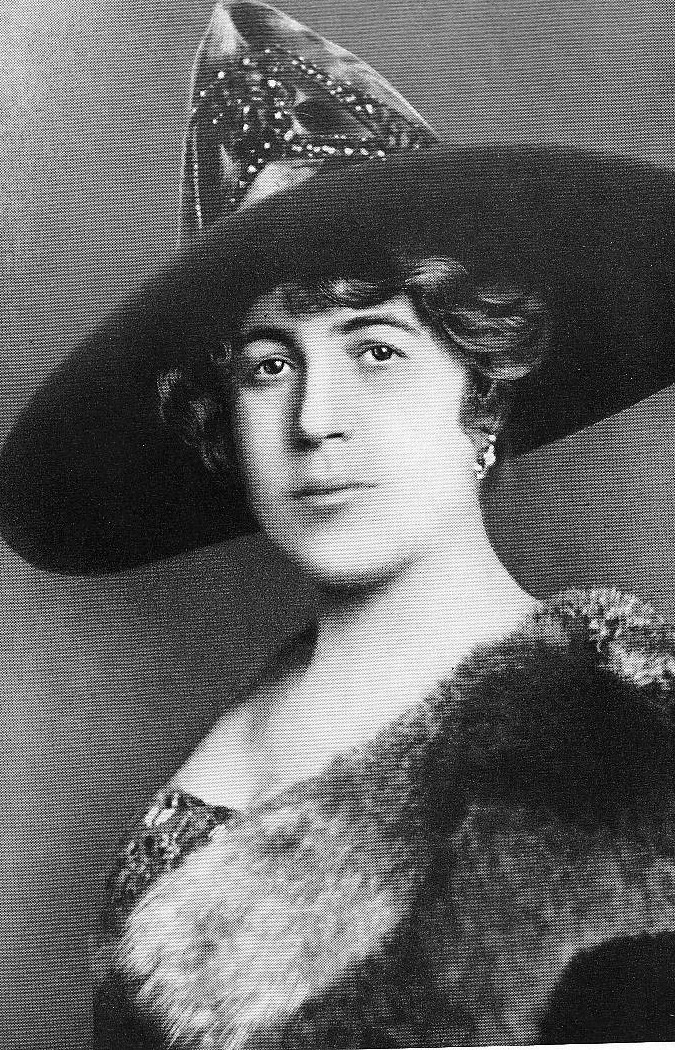
Sándor Erzsi

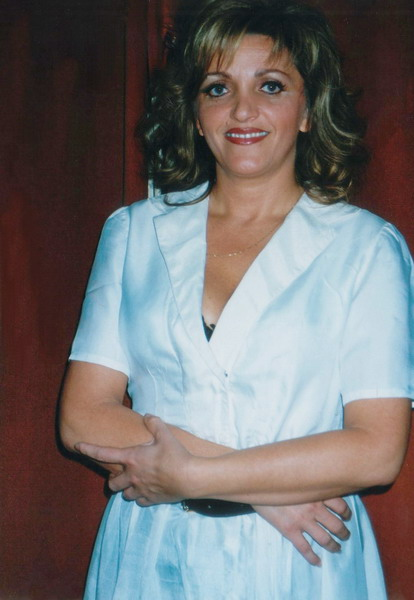
Sümegi Eszter

- Sándor Mária (1895–1964) mezzoszoprán
- Sánta Jolán (1954) alt
- Sárdy János (1907–1969) tenor
- Sárkány Kázmér (1954) bariton
- Sárosi Andor (1885–1967) bariton
- Sass Sylvia (1951) szoprán
- Saxlehner Emma (1849–1938) alt
- Schiff Etel
- Schmidt Rezső
- Scomparini Mária
- Sebeők Sári (1886–1952) drámai szoprán
- Sebestyén Sándor
- Sedlmair Zsófia
- Semsey Mariska
- Serák Márta
- Seregélly Katalin (1951–1980) alt
- Seyler Leona
- Shopp Jakab
- Signorini Ferenc
- Sikolya István (1914–1986) lírai tenor
- Simándy József (1916–1997) tenor
- Sólyom-Nagy Sándor (1941–) bariton
- Somló József (1893–1954) tenor
- Somlyó Aranka
- Somogyi Eszter (1958) szoprán
- Somogyváry Lajos
- Stoll Gizella
- Stoll Károly (1864–1922) lírai tenor
- Sudlik Mária (1942–2015)
- Sümegi Eszter (1965) szoprán
- Surányi Éva
- Susnek Anna
- Svéd Nóra (1927–1982) mezzoszoprán
- Svéd Sándor (1906–1979) bariton

## Sz

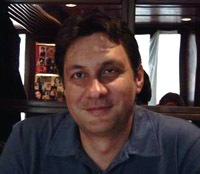
Szvétek László

- Sz. Bárdossy Ilona (1870–1933) szoprán
- Szabó Anita
- Szabó Gizi
- Szabó Ilonka (1911–1945) szoprán
- Szabó Lujza (1904–1934) szoprán
- Szabó Miklós (1909–1999) tenor
- Szabó Rózsa
- Szalay Ilona
- Szalma Ferenc basszus
- Számadó Gabriella
- Szamosi Elza (1884–1924) szoprán
- Szántó Gáspár
- Szántó Lili
- Szecsődi Irén szoprán
- Szegleth Ferenc
- Székely Mihály (1901–1963) basszus
- Székelyhidy Ferenc (1885–1954) tenor
- Szekeres Lajos
- Széki Sándor
- Szellő Lajos
- Szemere Árpád(Stosz) (1878–1933) lírai és buffó bariton
- Szende Ferenc (1887–1955) basszbariton
- Szendrői Lajos
- Szentmihályi Tibor
- Szepessy Beáta
- Szigethyné Erzsi
- Szigeti László (1923) tenor
- Szilágyi Arabella (Spiegel) (1861–1918) drámai szoprán
- Szilvássy Margit (1910–1988) mezzoszoprán
- Szirmay Márta (1939) alt
- Szirovatka Károly
- Szomolányi János
- Szőnyi Ferenc
- Szőnyi Olga mezzoszoprán
- Szoyer Ilona (1880–1956) drámai és koloratúrszoprán
- Szűcs Árpád (?) tenor
- Szűcs Etel
- Szűcs László (1898–1990) tenor
- Szűcs Márta
- Szügyi Kálmán tenor
- Szüle Tamás (1952) basszus
- Szvétek László (1967) basszus

## T
- Giuseppe Taccani
- Takács Klára (1945) mezzoszoprán
- Takács Mária (1948) szoprán
- Takács Paula (1913–2003) szoprán
- Takács Tamara (1950) alt
- Takáts Mihály (1861–1913) bariton
- Tallián János (1841–1902) basszus
- Tamás Ilonka (1913–1943) szoprán
- Tamássy Éva (1933) mezzoszoprán
- Tarnay Gyula (1928) tenor
- Tas Ildikó (1950) alt
- Tasnády Mária
- Temesi Mária (1957) szoprán
- Tihanyi Éva (?)
- Tihanyi Vilma (1902–1951) szoprán
- Tihubel Lujza
- Tiszay Magda (1919–1989) alt, mezzoszoprán
- Tokody Ilona (1953) szoprán
- Tordai Éva (1937) szoprán
- Török Kment Ilona (?)
- Toronyi Gyula (1872–1945) tenor
- Toronyi Gyula (1896–1966) tenor
- Tóth Erzsébet (1901–?) szoprán
- Tóth János (1955) bariton
- Tóth Lajos (1900–1986) bariton
- Tóth László
- Tóth Mária
- Tóth Sándor (1925–1988) bariton
- Tremelli Vilma
- Turolla Emma (1859–?) szoprán
- Turpinszky Béla (1931) tenor
- Tutsek Piroska (1905–1979) mezzoszoprán

## U, Ú
- Udvardy Tibor (1914–1981) tenor
- Uher Zita (1914–2009) szoprán
- Ulbrich Andrea (1964) mezzoszoprán
- Unkel Péter
- Usetty Józsa (?–1930) szoprán

## Ü, Ű
- Ütő Endre (1937) basszus

## V
- Vadass Kiss László (1924–1999) tenor
- Vághelyi Gábor
- Vágó Boriska
- Válent Vilma
- Valentin Lajos
- Valter Ferenc basszus
- Vámos Ágnes (1926-2016) szoprán
- Váradi Margit
- Várady Sándor (1863–1913) bariton
- Varga András
- Várhelyi Endre (1924–1979) bassz-bariton
- Várkonyi Flórián
- Vasques Italia
- Vécsei Géza
- Venczell Béla (1882–1945) basszus
- Veress Gyula
- Veress Sándor (1859–1913) bassz-bariton
- Vermes Jenő
- Virág Ilona
- Virágos Mihály (1918–2007)) bariton, 1945–1952
- Vitéz Tibor (1902–1972) basszus
- Vlahovits Pál

## W
- Waldmann Ignác (?)
- Walter Rózsi (1901–1974) szoprán
- Warga Lívia (1913–1988) szoprán
- Wein Margit (1861–1948) szoprán
- Wendler Attila (1959) tenor

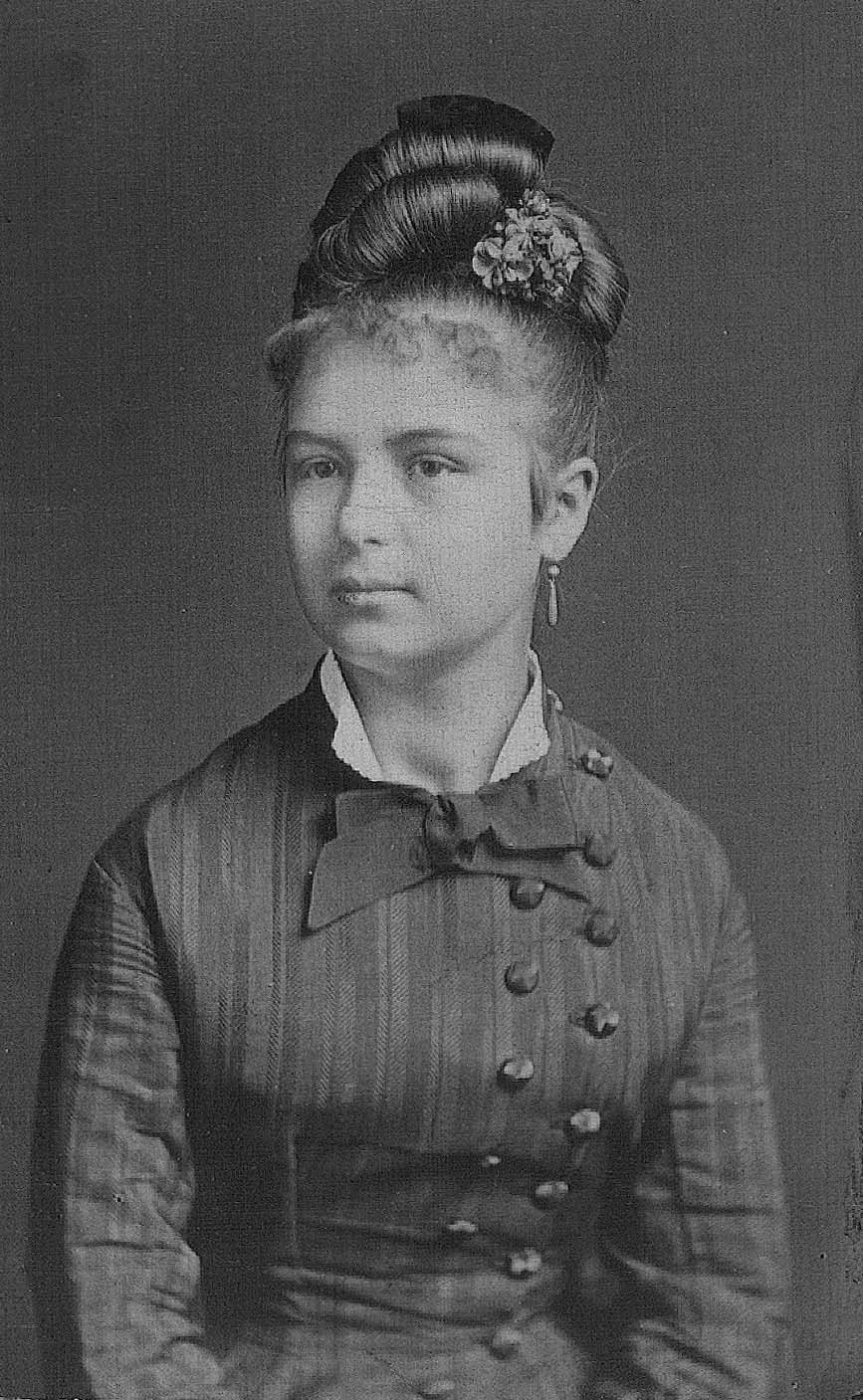
Wein Margit

- Wiedemann Bernadett (1969–) mezzoszoprán
- Wlassák Vilma (?)

## Z
- Záborszky Ilona (?–?) szoprán
- Zádor Dezső (1870–1931) bariton
- Zavaros Eszter (1982) szoprán, 2013–
- Závodszky Zoltán (1892–1976) tenor
- Zempléni Mária (1949) szoprán

## Zs
- Zsigmond Gabriella (1943–2008) alt